# اعتلال الأعصاب الالتهابي المترقي
اعتلال الأعصاب الالتهابي المترقي هو مرض معرف من قبل مراكز السيطرة على الأمراض والوقاية منها في تقرير بتاريخ 31 يناير 2008. حدث التفشي الأول المعروف لهذا الاعتلال العصبي في جنوب شرق ولاية مينيسوتا في الولايات المتحدة، أُبلغ عن انتشار المرض بين عمال مسالخ الخنازير بعد إظهارهم لأعراض متشابهة في العديد من مؤسسات الرعاية في المنطقة. عُثر على المرض أيضًا في وقت لاحق في معامل معالجة لحوم الخنزير في إنديانا ونبراسكا. اتسمت الحالة بشلل حاد، وألم، وإرهاق، وخدر وضعف، خاصة في الأطراف. اعتُقد في البداية أن إصابة العمال بالمرض عائدة إلى استنشاقهم هباء أدمغة الخنازير من الجو بعد تعرضها للنفخ بواسطة خرطوم هواء مضغوط، ما أدى إلى تحريض استجابة مناعية ذاتية نتيجة التعرض لأنسجة الخنازير العصبية والتسبب في اعتلال الأعصاب المحيطية الغامض. أكدت التقارير والتحقيقات اللاحقة هذه الشكوك في مايو كلينك في روتشستر في مينيسوتا.

## السبب
أجرى عدد من الأطباء من مختلف التخصصات في مايو كلينك دراسة أولية شاملة على 24 حالة معروفة. خلصوا إلى أن المرض العصبي عائد إلى التعرض للنسيج العصبي للخنازير المنتشر في الجو أثناء العمل. قدّر المحققون التابعون لوزارة الصحة في مينيسوتا أن الضغط المقدر 70 رطل لكل بوصة مربعة، المستخدم في تسييل أدمغة الخنازير واستخراجها، قد أدى إلى هباء الأنسجة العصبية للخنازير، ونشرها في الهواء كضباب خفيف. ارتفعت نسبة الإصابة بين العمال القريبين من الطاولة «الرأسية»، التي تمثل مكان استخدام ضغط الهواء المرتفع لإزالة الأنسجة الدماغية من جمجمة الخنزير. استنشقت الأنسجة المخاطية للعمال هذا الضباب المنتشر في الجو وامتصته بسهولة. تعاملت أجهزة المناعة لدى العمال مع النسيج العصبي للخنزير على أنه جسم أجنبي ما أدى إلى بدء الاستجابة المناعية. عُثر على مولد ضد الخنزير بشكل رئيسي في الجذور العصبية للنخاع الشوكي، التي كانت أيضًا متورمة. استنتج الباحثون أن التهيج ناجم عن انسداد قنوات البوتاسيوم القائمة على الجهد الكهربي. استطاعوا تحديد 125 1-α-دينتروتوكسين بوصفه الغريم الذي يرتبط بالقنوات ويسبب انسدادها، ما يؤدي إلى تكدس أيونات البوتاسيوم داخل الخلايا بالتالي حدوث الالتهاب والتهيج، ما يتسبب بدوره في فرط استثارية الجهاز العصبي المحيطي. تؤدي فرط الاستثارية إلى ظهور الوخز، والخدر، والألم والضعف.
تمكن الباحثون في مايو كلينك من تطوير نموذج مشابه على الفئران، من خلال تعريض الفئران للنسيج العصبي السائل للخنازير عبر الأنف مرتين يوميًا بهدف تكرار الأعراض التي ظهرت على العمال. أفادت الاختبارات الفيزيولوجية بوجود أجسام مضادة في نموذج الفئران بنسبة 100% لأضداد قناة البوتاسيوم والأضداد الميالينية القاعدية، ونسبة 91% لأضداد قناة الكالسيوم. سمح هذا النموذج للباحثين بحل شيفرة سبب ظهور هذه الأعراض العصبية. وُجد أيضًا انسداد قنوات الكالسيوم بشكل يسبب تمركز الالتهاب في الجذور العصبية ما يؤدي إلى حدوث فرط الاستثارية نزولًا على طول الأعصاب الطرفية.